# Turbulent Indigo
Turbulent Indigo é o décimo quinto álbum de estúdio da cantora e compositora canadense Joni Mitchell, lançado em 25 de outubro de 1994, por intermédio da Reprise Records. O álbum inclui temáticas ligadas à violência, AIDS, aquecimento global e consumismo.

## Lista de faixas
Todas as faixas escritas e compostas por Joni Mitchell, exceto onde escrito. 
| N.º | Título                                | Compositor(es)                | Duração |  |
| 1.  | "Sunny Sunday"                        |                               | 2:21    |  |
| 2.  | "Sex Kills"                           |                               | 3:56    |  |
| 3.  | "How Do You Stop"                     | Charlie Midnight, Dan Hartman | 4:09    |  |
| 4.  | "Turbulent Indigo"                    |                               | 3:34    |  |
| 5.  | "Last Chance Lost"                    |                               | 3:14    |  |
| 6.  | "The Magdalene Laundries"             |                               | 4:02    |  |
| 7.  | "Not to Blame"                        |                               | 4:18    |  |
| 8.  | "Borderline"                          |                               | 4:48    |  |
| 9.  | "Yvette in English"                   | Joni Mitchell, David Crosby   | 5:16    |  |
| 10. | "The Sire of Sorrow (Job's Sad Song)" |                               | 7:08    |  |